# Orpacanthophora
Orpacanthophora är ett släkte av insekter. Orpacanthophora ingår i familjen vårtbitare.
Kladogram enligt Catalogue of Life:
| Orpacanthophora | \| \| Orpacanthophora inermis \| \| \| \| \| \| Orpacanthophora reflexa \| \| \| \| |
|                 | \| \| Orpacanthophora inermis \| \| \| \| \| \| Orpacanthophora reflexa \| \| \| \| |
|                 | Orpacanthophora inermis                                                             |
|                 |                                                                                     |
|                 | Orpacanthophora reflexa                                                             |
|                 |                                                                                     |